# Narcís Bonet i Armengol
Narcís Bonet i Armengol (Barcelona, 22 de gener de 1933 - París, 11 de gener de 2019) fou un compositor català, fill de l'arquitecte Lluís Bonet i Garí i germà de l'arquitecte Jordi Bonet i del rector de la Sagrada Família fins al 2018, Lluís Bonet.

## Biografia
Estudià al Conservatori de Barcelona amb Joan Massià, Maria Carbonell i Eduard Toldrà, que el presentaren al Palau de la Música Catalana el 1947 on actuà per primer cop amb només 13 anys com a pianista. Treballà més tard amb Joaquim Zamacois, Emili Pujol i Lluís Maria Millet, i el 1949 marxà a París per a estudiar amb Nadia Boulanger. La seva relació familiar amb Conxita Badia també el marcà profundament i l'inspirà per compondre.
El 1955 fou president de les Joventuts Musicals de Barcelona, el 1962 de la Fédération Internationale des Jeunesses Musicales i representant al Consell de Música de la UNESCO. Va haver d'exiliar-se 2 anys a França per un article publicat on defensava la cultura catalana. Des de París, fou cofundador i secretari d'Òmnium Cultural a França.
El 1979 succeí Nadia Boulanger a petició de la seva Mestra en la direcció del Conservatoire Américain de Fontainebleau i el 1971 esdevingué professor del Conservatori de París i director adjunt de l'École Normale de Musique de París. Va ser guardonat amb diversos premis de composició francesos, americans i d'altres països (entre ells, de la Fundació Copley de Chicago, Fundació March, Prince Rainier III de Monaco) i va rebre nombrosos encàrrecs d'obres (Festival d'Amèrica-Espanya, RTVE, Dotació d'Art Castellblanch, Ensemble Moderne de París, Festivals de Sevilla i de Granada), a més de presidir i format part de jurats en premis de composició internacionals.
Fou membre del Conseil Musical de la Fundació Prince Pierre de Monaco i va ser nomenat Commandeur dans l'Ordre du Mérite Culturel del Principat de Mònaco. El 1998 va rebre la Creu de Sant Jordi. I el 2015 el Premi Josep Maria Batista i Roca - Memorial Enric Garriga Trullols.
Malgrat viure a França, sempre va ser un fervent defensor de Catalunya, va renunciar a la nacionalitat espanyola per adquirir la francesa, i va denunciar la situació dels presos polítics i els exiliats. En un darrer gest simbòlic, en morir va demanar que en lloc de flors, es donessin els diners als presos i exiliats polítics, una aportació que va lliurar personalment la seva dona unes setmanes després al president Carles Puigdemont a Waterloo.

## Obres

### Musicals
- Danses llunyanes, cinc danses per a violí i piano (1952)[3]
- Missa in Epiphania Domini, per a cor i orquestra (1957)
- Concert per a violoncel (1959)
- Homenatge a Gaudí, instrumental (1966)
- La tramuntana, instrumental (1993)
- Set cançons populars catalanes (1997)
- Vistes al Mar (1948) cançons sobre poemes de Joan Maragall
- Tres Melodies sobre poesies de Rainer Maria Rilke, (1991)
- He mirat aquesta terra (1994), sobre poemes de Salvador Espriu
- La pell de brau (1967) sobre poemes de Salvador Espriu
- Le cimetière marin (1995) sobre el text homònim de Paul Valéry
- Pim-Pim-Carabim (1964)
- L'Anunciació (1971)
- Les troyennes (1978)

### Estudis
- Tractat de Solfeig (1984)
- Mompou (1993)